# Anna Petrovna Romanova orosz nagyhercegnő
Anna Petrovna orosz nagyhercegnő, férjezett Anna holstein–gottorpi hercegné (oroszul: великая княжна Анна Петровна Романова, németül: Anna, Herzogin von Holstein-Gottorf; Moszkva, 1708. január 27./február 7. – Kiel, 1728. március 4.) orosz nagyhercegnő és cárevna, házassága révén schleswig–holstein–gottorpi hercegné és Holstein–Gottorp uralkodó hercegnéje. Fia révén a Romanov-ház holstein–gottorpi ágának ősanyja.

## Élete

### Származása és gyermekkora
Anna Petrovna orosz nagyhercegnő és cárevna a julián naptár szerint 1708. január 27-én, a Gergely-naptár szerint február 7-én jött világra Moszkva városában I. Péter orosz cár (1672–1725) és Jekatyerina Alekszejevna Szkavronszkaja (1684–1727) másodszülött leányaként, egyben negyedik gyermekeként. Édesapja az ország legendás cárja volt, aki nyugati mintára kívánta modernizálni hazáját. Édesanyja paraszti származású litván asszony volt, aki egy orosz hadjárat során lett a cár szeretője. A szülők csak 1712-ben házasodtak össze, ezzel mintegy utólagosan legitimizálva addig világra jött utódjaikat; ám sokan később így is törvénytelen származásúnak tekintették őket. A családnak számos gyermeke született, azonban a felnőttkort csak ketten – Anna és húga, Jelizaveta Petrovna – érték meg.
A két nagyhercegnő a kolomenszkojei palotában nőtt fel. A nővéreket két dajka, egy orosz és egy finn asszony gondozta kiskorukban, majd francia nevelőre bízták őket. Szüleik nem sokat adtak neveltetésükre; édesanyjuk a kor szokásainak megfelelően elsősorban arra fordított gondot, hogy a leányok szépen táncoljanak és idegen nyelven beszéljenek. Anna Petrovna kitűnően beszélt franciául, olaszul, németül és svédül. Minthogy a cárt felesége rendszerint elkísérte utazásaira, a gyermekek ritkán találkoztak szüleikkel. A két nagyhercegnőt később apai nagynénjük, Praszkovja Fjodorovna Szaltikova özvegy cárné gondjaira bízták, aki a cári család izmajlovói birtokán élt. Az özvegy nagynéni szigorú erkölcsök szerint, mélyen vallásos életmódod folytatott, mely nagy hatást gyakorolt unokahúgaira.

### Házassága és gyermeke
I. Péter cár dinasztikus és politikai szempontokat figyelembe véve akarta kiházasítani leányait. Anna Petrovna számára az első kiszemelt lehetséges férj Lajos orléans-i herceg volt, XIV. Lajos francia király egyik unokája, a francia régens fia. Az orléans-i herceg azonban nem számított elég előkelőnek a cár leányához, minthogy édesapja nem volt uralkodó. A felek eltérő vallása szintén közrejátszott abban, hogy házasságuk nem jött létre.
Az orosz uralkodó végül a holstein–gottorpi herceg mellett döntött leánya férjeként. I. Károly Frigyes holstein–gottorpi herceg (1700–1739) egy szuverén német állam fejeként méltónak bizonyult a cárkisasszony kezére. Károly Frigyes herceg azt remélte, hogy az oroszok segíteni fogják egy dániai hadjáratban, valamint a svéd trón iránti törekvésében, minthogy a herceg a gyermektelen XII. Károly svéd király örökösének számított. A német herceg 1721 márciusában érkezett meg a cári udvarba tárgyalni a házasság feltételeiről. 1724. november 24-én megkötötték az eljegyzést és ugyanekkor aláírták a házassági szerződést: ebben Anna Petrovna lemondott az orosz trónról maga és utódai nevében, ugyanakkor a cár fenntartotta magának a jogot, hogy a házasságból született fiú utódot szükség esetén örökösének nevezze ki. 1725 januárjában váratlanul elhunyt az orosz cár, nem nevezve meg utódját. Az orosz trónra özvegye került.
Károly Frigyes herceg és Anna Petrovna nagyhercegnő esküvőjét 1725. május 21-én tartották az orosz birodalmi fővárosban. A kapcsolatból egyetlen gyermek származott:
- Károly Péter (1728–1762), később Holstein–Gottorp uralkodó hercege, III. Péter néven Oroszország cárja, felesége II. Katalin orosz cárnő.

A menyegző után az ifjú pár orosz földön maradt; a herceg egyike lett a Legfelső Titkos Tanács tagjainak, ám így is csak szerény beleszólással bírt a politikába. Pozíciója megingott, mikor a cárnő halála után szembeszegült annak kegyencével és az állam valódi irányítójával, Alekszandr Danyilovics Mensikovval. Az összetűzés eredményeként a holsten–gottorpi hercegi pár 1727. július 25-én elhagyta a cári udvart, Holsteinbe vonultak vissza. A nagyhercegnő itt adott életet egyetlen gyermekének, akinek születése után alig egy héttel, 1728. március 4-én elhunyt gyermekágyi láz következtében. Végakaratának megfelelően szülei mellé temették el a szentpétervári Péter–Pál-székesegyházban az év novemberében.
1735. február 14-én a holstein–gottorpi herceg megalapította a Szent Anna-rend katonai kitüntetést, melyet holsteini és orosz katonák egyaránt megkaphattak. A nagyhercegnő fia később III. Péter néven orosz cár és a cári család holstein–gottorpi ágának ősatyja lett.